# Архитектура США

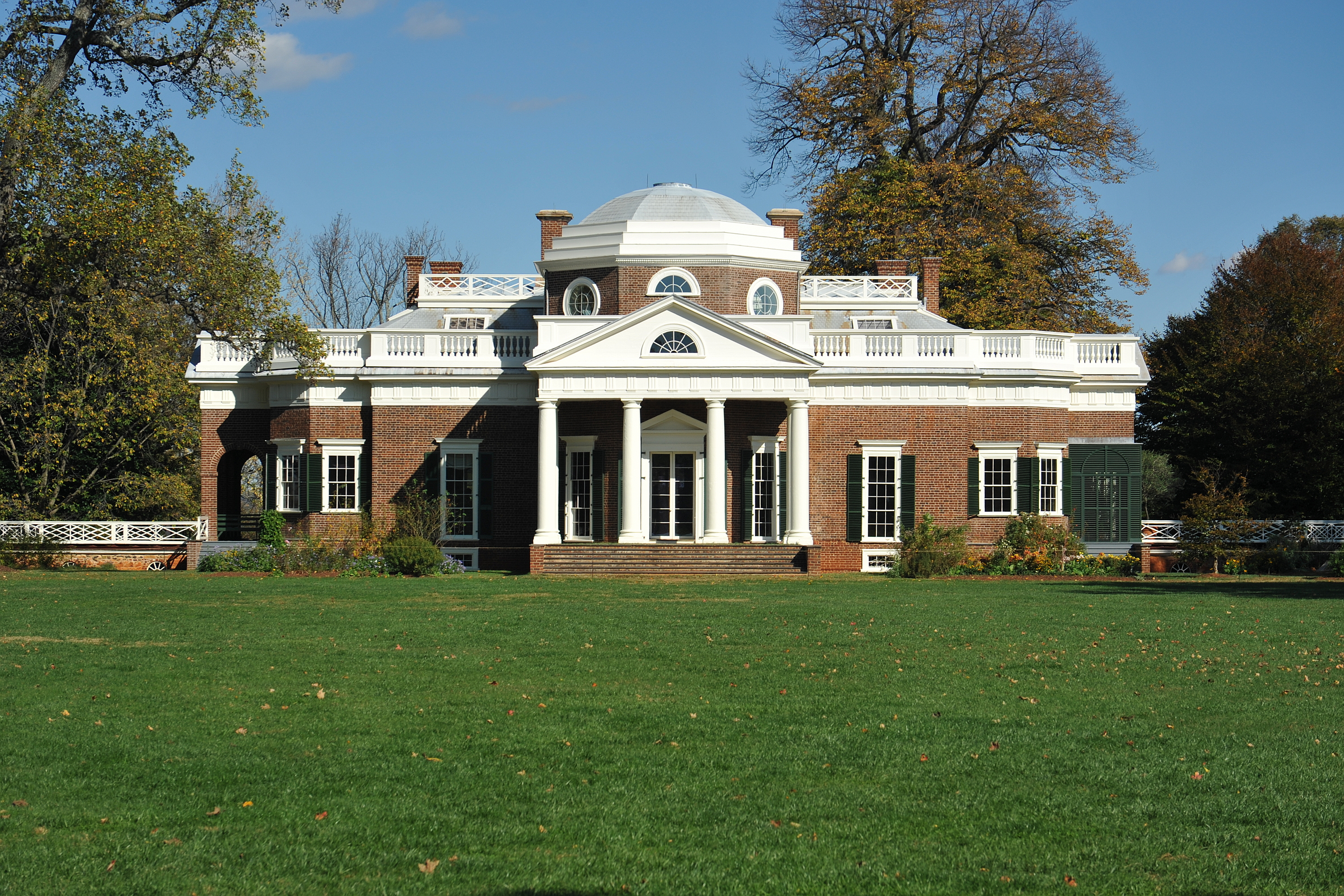
Объект Всемирного наследия США, усадьба Монтичелло Томаса Джефферсона, спроектированная им неоклассическом стиле, Вирджиния

Архитектура Соединённых Штатов Америки демонстрирует широкий спектр архитектурных стилей и форм, которые сменяли друг друга на протяжении всей истории страны, включающей в себя более четырёх веков истории — как времён независимости, так и испанского и британского правления.
Архитектура в США столь же разнообразна, как и её мультикультурное общество, и формировалась под влиянием многих внутренних и внешних факторов и региональных различий. В целом ей присущая значительная эклектичность и инновационность.

## Доколумбов период

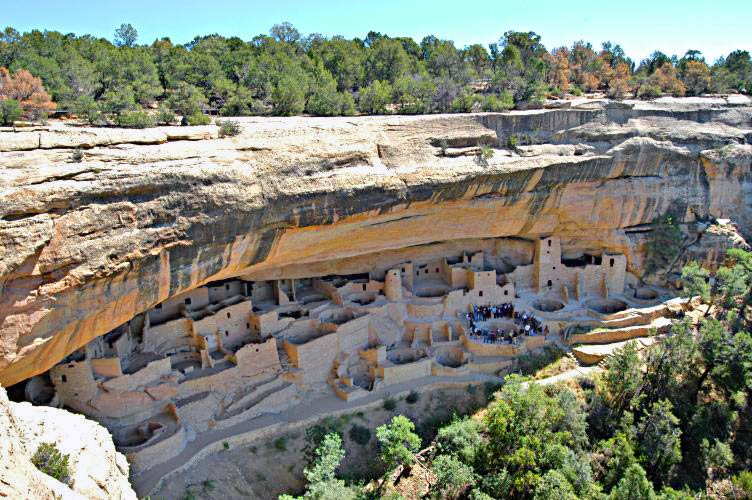
Скальный дворец, древний жилой комплекс в Колорадо

Самые древние из сохранившихся самобытных построек на территории современных Соединённых Штатов были созданы предками пуэбло в регионе Четырёх углов. Уже более 1000 лет люди, говорящие на языках тива, непрерывно населяют Таос-Пуэбло. Алгонкинские деревни Помейоц (англ. Pomeiooc) и Секотан (англ. Secotan) в прибрежной Северной Каролине ведут свою историю с конца XVI столетия. В частности их культуру можно увидеть на сохранившихся изображениях европейцев того времени. Так художник и картограф Джон Уайт, остававшийся в колонии Роанок, за 13 месяцев сделал более 70 акварельных изображений со сценами из жизни коренных народов, местной флорой и фауной.
На территории древних Гавайев доколониальная архитектура занимала лидирующее положение более длительный промежуток времени за счёт удалённого расположение Гавайских островов от Северной Америки. Ранние структуры отражают полинезийское наследие и утончённую гавайскую культуру. В постконтактной гавайской архитектуре конца XIX века заметно влияние таких европейских направлений, как георгианский, викторианский и нео-испанский колониализм, распространённых в Старом Свете в XVIII, XIX и начале XX веков соответственно.

## Колониальная архитектура
Когда европейцы начали обосновываться в Северной Америке, они привезли с собой архитектурные традиции и технологии строительства. Облик будущей колониальной архитектуры зависел также от доступных ресурсов. Наиболее распространёнными элементами английских зданий в Новой Англии, Средней Атлантике и прибрежном Юге стали дерево и кирпич. Колонизаторы стали присваивать территории и места поселений коренных народов для строительства новых фортов, жилищ, миссионерских зданий, церквей и сельскохозяйственных структур. Методы строительства жилых зданий и поселений индейцев по колониальным стандартам не обладали никакой ценностью, поэтому их постройки, уже существовавшие на тех территориях, завоёвывались, разрушались и вытеснялись новой американской архитектурой.

### Влияние Испании

#### Флорида
В 1559—1821 годах испанская колониальная архитектура строилась на территории штата Флорида и юго-востока США. Стиль конч (англ. conch style, дословно означает «стиль раковины») широко распространился на западе Флориды — в Пенсаколе. Дома там украшены балконами, оформленными кованым железом, что характерно в основном для испанских построек Французского квартала в Новом Орлеане (штат Луизиана), первоначальные французские сооружения которого сгорели в пожарах в 1788 и 1794 годов.
Двумя самыми ранними постоянными европейскими поселениями в Соединённых Штатах являются флоридский Сент-Огастин, основанный в 1565 году, и Санта-Фе (Нью-Мексико). Начиная с 1598 года на развитие новой колониальной архитектуры в Сент-Огастине повлияла добыча ракушечника с острова Анастасии. Это был известковый конгломерат, состоящий из множества маленьких ракушек моллюсков, который использовался для строительства жилых зданий, городских ворот, кафедральной базилики и двух фортов.
Кастильо-де-Сан-Маркос, возводившийся в 1672—1695 годах, — старейшей и крупнейший сохранившийся форт Сент-Огастина и континентальной части США. За исключением него в современных США остались в качестве редких примеров испанской колониальной архитектуры XVII века также калифорнийские миссионерские здания.

#### Юго-Запад США

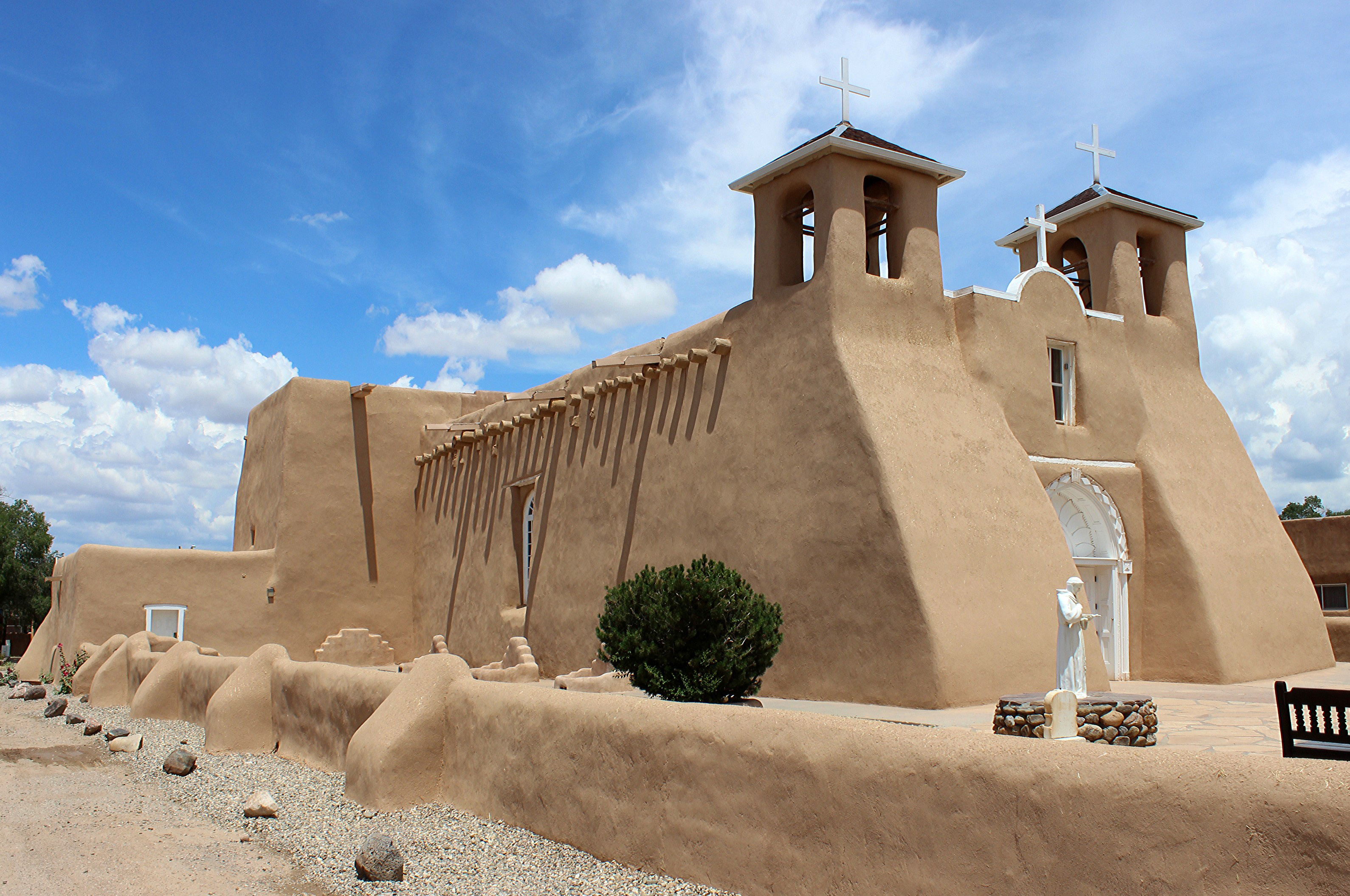
Миссионерская церковь Сан-Франциско-де-Асис, святым покровителем которой является Франциск Ассизский

Исследование испанцами североамериканских пустынь, нынешних Юго-Западных Соединённых Штатов, началось в 1540-х годах, когда конкистадор Франсиско Васкес де Коронадо пересёк эту область в поисках «золотых городов». Вместо богатств была найдена древняя культура и архитектура народа пуэбло. Они строили дома из высушенного на солнце кирпича-сырца, самана, и оставляли открытыми деревянные потолочные балки. Вследствие кубической формы построек и их близкого расположения друг к другу скромные неукрашенные конструкции в деревнях пуэбло всегда сохраняли прохладу. Позже испанцы завоевали эти места, а новая архитектура переняла черты как испанской, так и индейской культуры. В 1610 году колонисты основали административную столицу провинции Санта-Фе-де Нуэво-Мексико (англ. Santa Fe de Nuevo México) — город Санта-Фе. В 1610—1614 годах был построен Губернаторский дворец. Во внешнем виде этого здания столкнулись веяния двух культур, оно имеет вытянутую форму со внутренним двориком — патио. В 1770-х годах была построена Миссионерская церковь Сан-Франциско-де-Асис в Ранчос-де-Таос (штат Нью-Мексико), где использовалась технология строительства из самана, что придало зданию подчёркнуто аскетичный вид. Спустя столетия в этом регионе развился архитектурный стиль пуэбло.
В оформлении Миссии Сан-Хавьер-дель-Бак (англ. Mission San Xavier del Bac) недалеко от Тусона, штат Аризона, использованы элементы стиля чурригереско, что характерно для архитектуры того времени на юге Новой Испании. Фасад церкви обрамлён двумя массивными башнями, а вход окружён эстипитными колоннами.

### Английское влияние

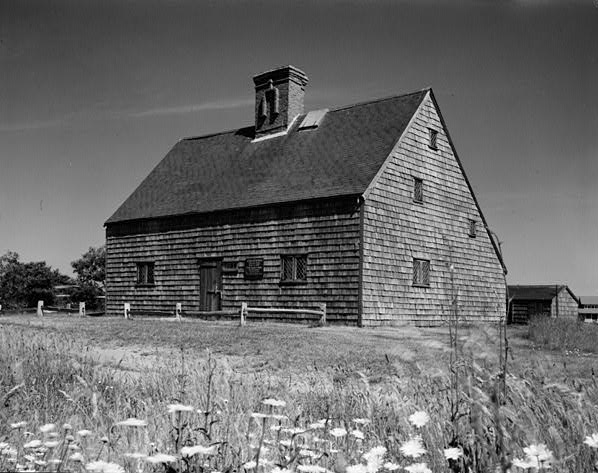
построен в характерном для Новой Англии стиле (saltbox) в 1686 году на Нантакете, штата Массачусетс.

Во время раскопок первого постоянного англоязычного поселения Джеймстауна, основанного в 1607 в штате Виргиния, была обнаружена часть форта Джеймса и многочисленные объекты начала 17 века. Неподалёку от этого места расположен Уильямсберг — колониальная столица Виргинии. Теперь он является туристической достопримечательностью благодаря сохранению целостности исторической застройки 18-го века.
В 1657 году из 200-тысячного населения Нового Света девяносто процентов составляли выходцы из Англии. В строительстве они использовали простые методы, привычные им на родине и характерные для вернакулярной архитектуры. Часто поселенцы перебирались в Новый Свет из экономических соображений, поэтому многие первые постройки аналогичны скромным английским домам в деревнях или на небольших фермах. Возводились они из привезённых с собой немногочисленных материалов, поэтому внешне выглядели довольно просто и имели очень маленькие окна. Размер оконных проёмов стали делать больше лишь тогда, когда в 16 веке британцы вслед за венецианцами стали производить стекло. Немногочисленные окна, которые всё-таки делались в ранних колониальных домах, составлялись из небольших стёкол, скреплённых свинцовым каркасом наподобие типичных церковных витражей. Стекло импортировалось из Англии и стоило невероятно дорого. В 18 веке многие из этих домов были отреставрированы, а оригинальные окна были заменены на новоизобретённые скользящие рамы. В таких окнах одна стеклянная панель скользит вертикально верх относительно другой. Изобретение приписывают Роберту Гуку.

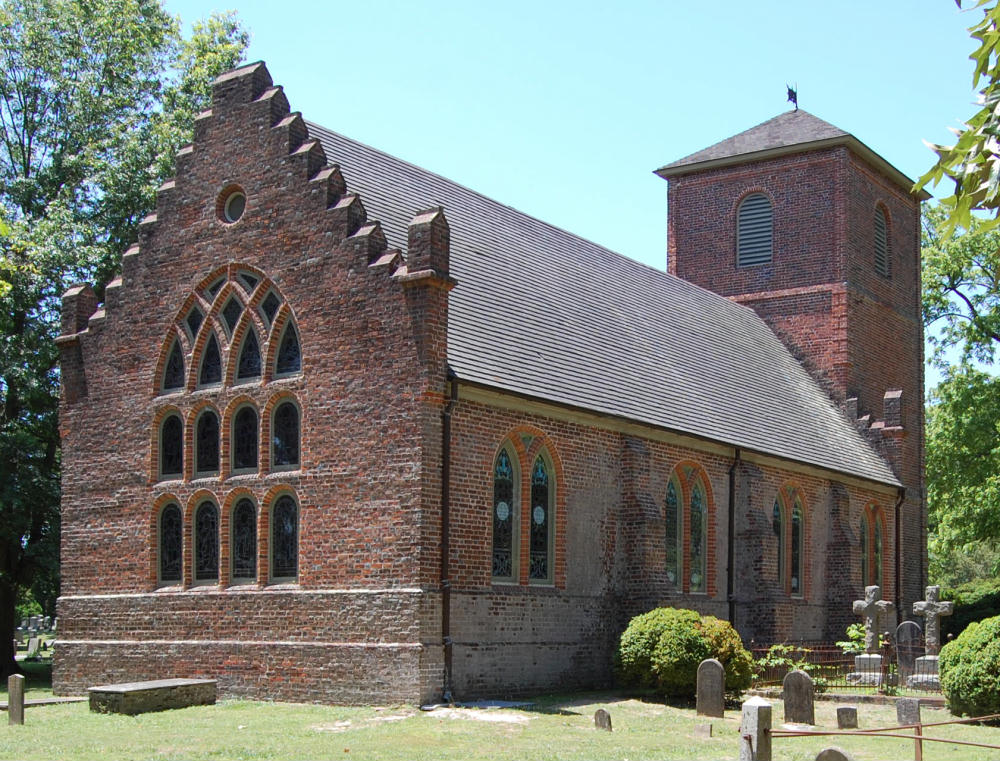
Церковь Святого Луки в Смитфилде (Виргиния) считается старейший из сохранившихся кирпичных церквей на территории английских колоний вошедших в Соединённые Штаты, датируется серединой 17 века.

В английских колониях можно было добыть большое количество древесины, особенно белого и красного кедра, для строительства лучшего материала не требовалось, поэтому многие дома были деревянными. Как уже упоминалось, большинство колониальных зданий возводилось без декоративных излишеств, что приводило к невзрачному виду зданий. Однако один неприметный элемент декора всё-таки присутствовал. Владельцы домов украшали входные двери с помощью гвоздей: они забивались в материал двери в соответствии с придуманным заранее изображением или узором. Сложность и экстравагантность рисунка зависела от количества прибитых гвоздей.
Самым ценным архитектурным элементом считался дымоход. Большого размера и сделанный из камня или кирпича, он был особенно популярен 1600—1715 годах. Во времена Тюдоров в Англии, которые продолжались вплоть до 1603 года, уголь стал чаще других материалов использоваться для отопления. Прежде дрова сжигались прямо в центре дома, а дым выходил только через окна и форточки. Для угля этого было недостаточно, поскольку производимый им дым был слишком чёрным и липким. Его было необходимо сдерживать, в чём и заключалась функция дымохода.
Харлоу-Олд-Форт хаус, построенный в 1677 году и ставший сейчас музеем, считается наиболее старым из сохранившихся зданий Плимута (Массачусетс). Фэрбенкс хаус (ок. 1636) в Дедхэме (Массачусетс) — старейший из деревянных каркасных домов Северной Америки. Некоторые примечательные здания колониальных времён сохранились в Бостоне: Старая Северная церковь, построенная в 1723 году и вдохновлённая творчеством Кристофера Рена, оказала влияние на дизайн последующих религиозных построен США.

### Георгианская архитектура

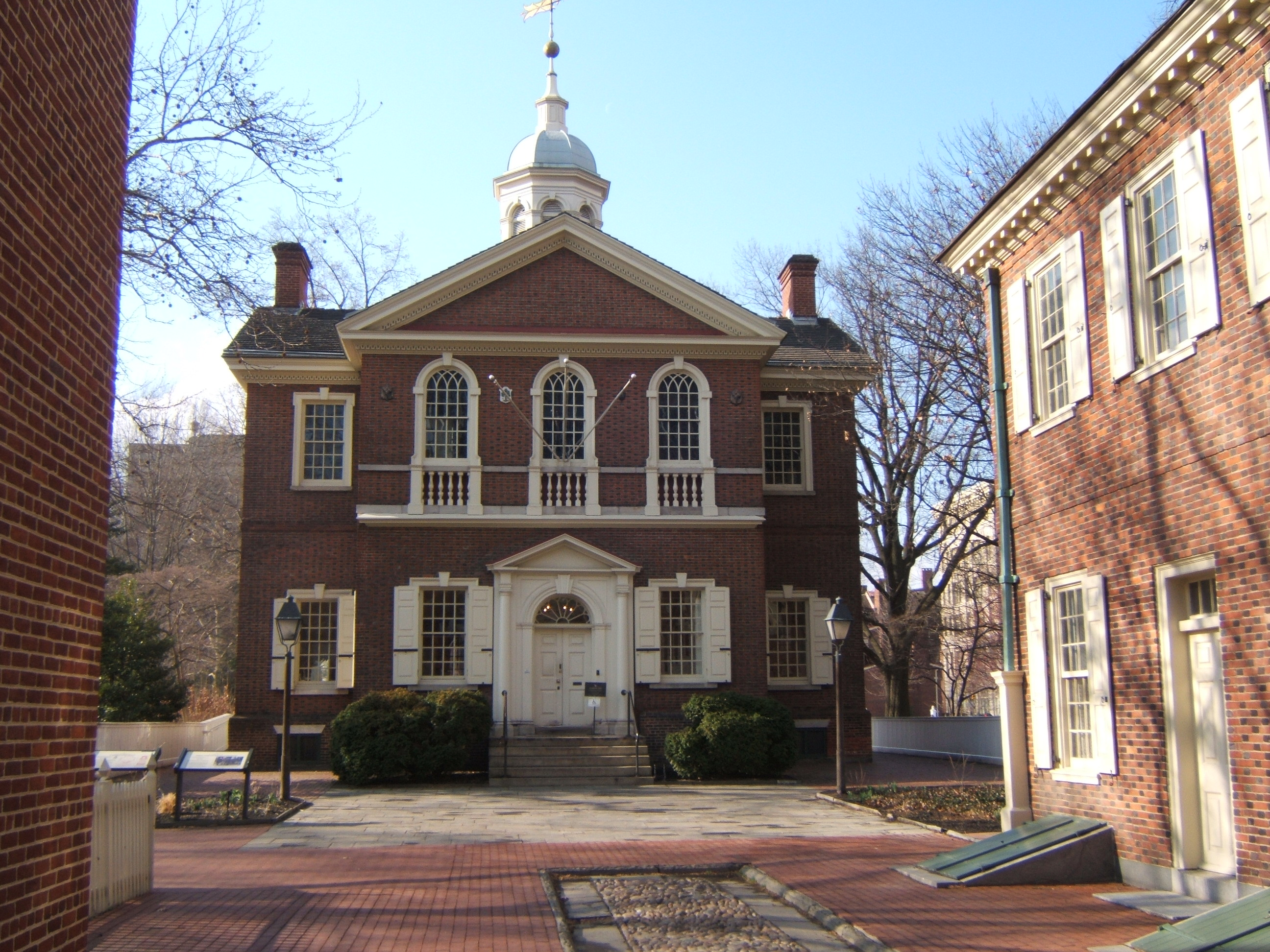
Карпентерс-холл, Филадельфия, Пенсильвания.

Георгианская, появившаяся в 18 веке, и палладианская архитектура заполонила Уильямсбург в Колонии Виргиния. В качестве одного из наглядных примеров в этом направлении можно назвать построенный здесь в 1706—1720 годах Губернаторский дворец. Это имеет со стороны главного фасада массивный вход, украшенный фронтоном. В нём соблюдаются принципы симметрии и используются материалы добытые в приморском районе Средне-Атлантических колоний: красный кирпич, белое окрашенное дерево и синий сланец, используемый для двускатной крыши. Дома в таком стиле строились в городах для богатых торговцев, а вне городов — для зажиточных владельцев плантаций.
Среди общих черт религиозной архитектуры в георгианском стиле можно отметить использование кирпича, отделка каменной штукатуркой и единственные шпиль, венчающий вход. Они характерны для расположенных в штате Нью-Йорк Церкви св. Павла (1761) в Маунт-Верноне или Часовни св. Павла (1766) в Нью-Йорке. На работах архитекторов этого времени в большей степени сказались традиции архитектуры Старого света. Питер Харрисон (1716—1755) использовал почерпнутые в Европе методы при проектировании Библиотеки Редвуд и Атениума (1748 и 1761) в Ньюпорте, которая до сих пор не поменяла своего назначения и поэтому сейчас считается самой старой общественной библиотекой в США. Бостон и Сейлем в Колонии Массачусетского залива были основными для георгианской архитектуры, но утвердились она здесь в более простом виде, нежели в Англии, поскольку подстраивалась под колониальные реалии.
В времена английской колонизации георгианский стиль в 13 колониях преобладал над другими среди жилой застройки. Так, в особняке Маунт-Плезант (1761—1762) в Филадельфии фронтон над входом поддерживают дорические колонны. В дизайне крыши используются балюстрада и симметричное расположение архитектурных элементов, что характерно для неоклассического стиля, популярного тогда в Европе.

## Архитектура новой нации
В 1776 году члены Континентального конгресса опубликовали Декларацию, в которой тринадцать британских колоний признавались независимыми. В результате продолжительной и мучительной войны за независимость (1775—1783) Парижский мир 1783 года признал существование новой республики — Соединённых Штатов Америки. Несмотря на политический разрыв с англичанами, георгианская архитектура продолжала развиваться в новых постройках. Общественные и коммерческие потребности увеличивались пропорционально с территориальным ростом. Здания новых федеральных и деловых учреждений строились в соответствии с языком классической архитектуры: колонны, купола и фронтоны, — отсылки к античным Греции и Риму в архитектуре символизировали демократию рождающейся нации. Множилось число архитектурных публикаций: в 1797 году Эшер Бенджамин опубликовал The Country Builder’s Assistant (в переводе — «Помощник строителям страны»). Американцы стремились подтвердить свою независимость в политике, экономике и культуре с помощью новой архитектуры для правительственных, религиозных и образовательных учреждений.

### Федеральная архитектура

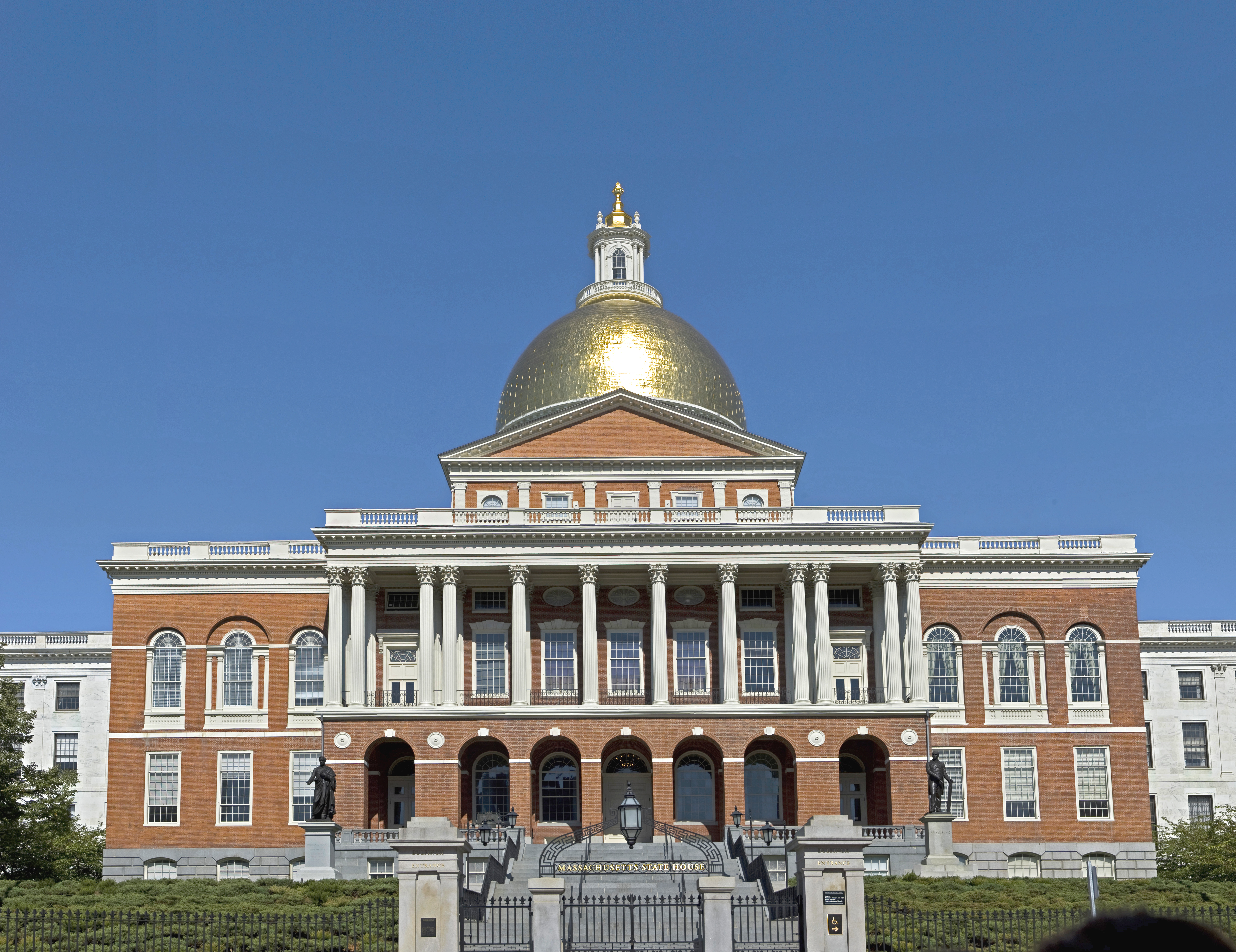
Капитолий штата Массачусетс, Бостон, Массачусетс (1795—1798)

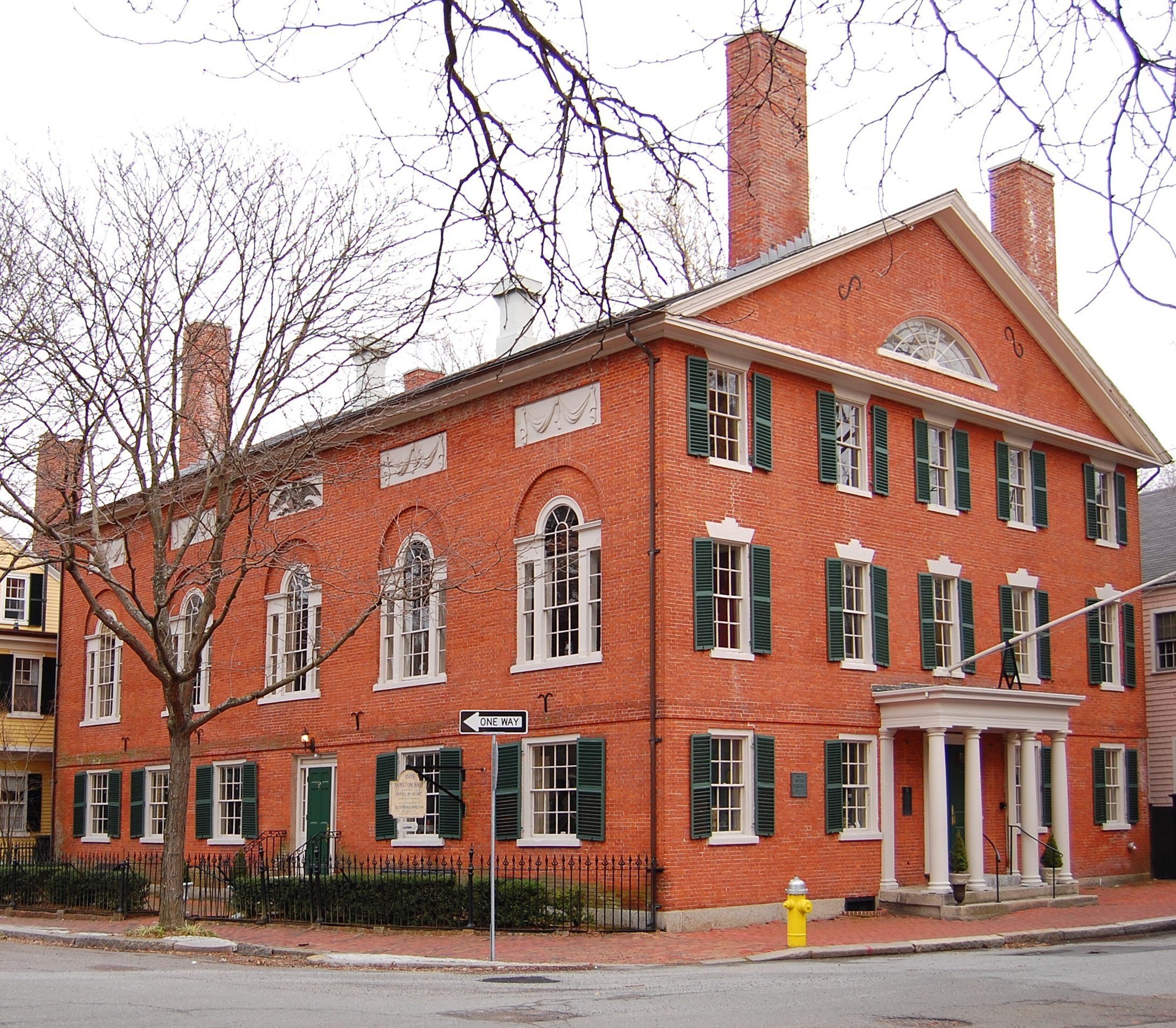
, построенный по проекту в Салеме (Массачусетс.

В 1780-х годах от георгианского стиля в архитектуре постепенно начал отделяться федеральный, уникальный и непосредственно американский. Во времена Войны за независимость планы зданий вписывали в прямоугольники, а также использовали изогнутые формы и элементы декора вроде гирлянд и урн. Некоторые проёмы имели эллипсоидальную форму, встречалась форма овала и круга.
Бостонский архитектор Чарльз Булфинч в 1795—1798 увенчал Массачусетский капитолий оригинальным позолоченным куполом. Он также работал над строительством нескольких зданий на площади Луисбург в районе Бикон-Хилл, который сейчас, отчасти благодаря архитектуре в федеральном стиле, является одним из самых престижных и дорогих районов Бостона. Самуэль Макинтайр спроектировал дом Гарднера-Пингри (1805) в Салеме с пологим скатом крыши и кирпичной балюстрадой. Вдохновляясь работами Палладио, он делал в своих проектах такие отсылки, как полукруглые поддерживаемые колоннами портики.
Федеральный стиль в архитектуре в промежуток с 1780 по 1830 года был популярен вдоль атлантического побережья. Характеризовался он неоклассическими элементами, яркими интерьерами, большими окнами и белыми стенами и потолками. Декоративные элементы вписывались в дизайн настолько сдержанно, насколько было необходимо, чтобы подчеркнуть конструктивные.

## Середина XIX века

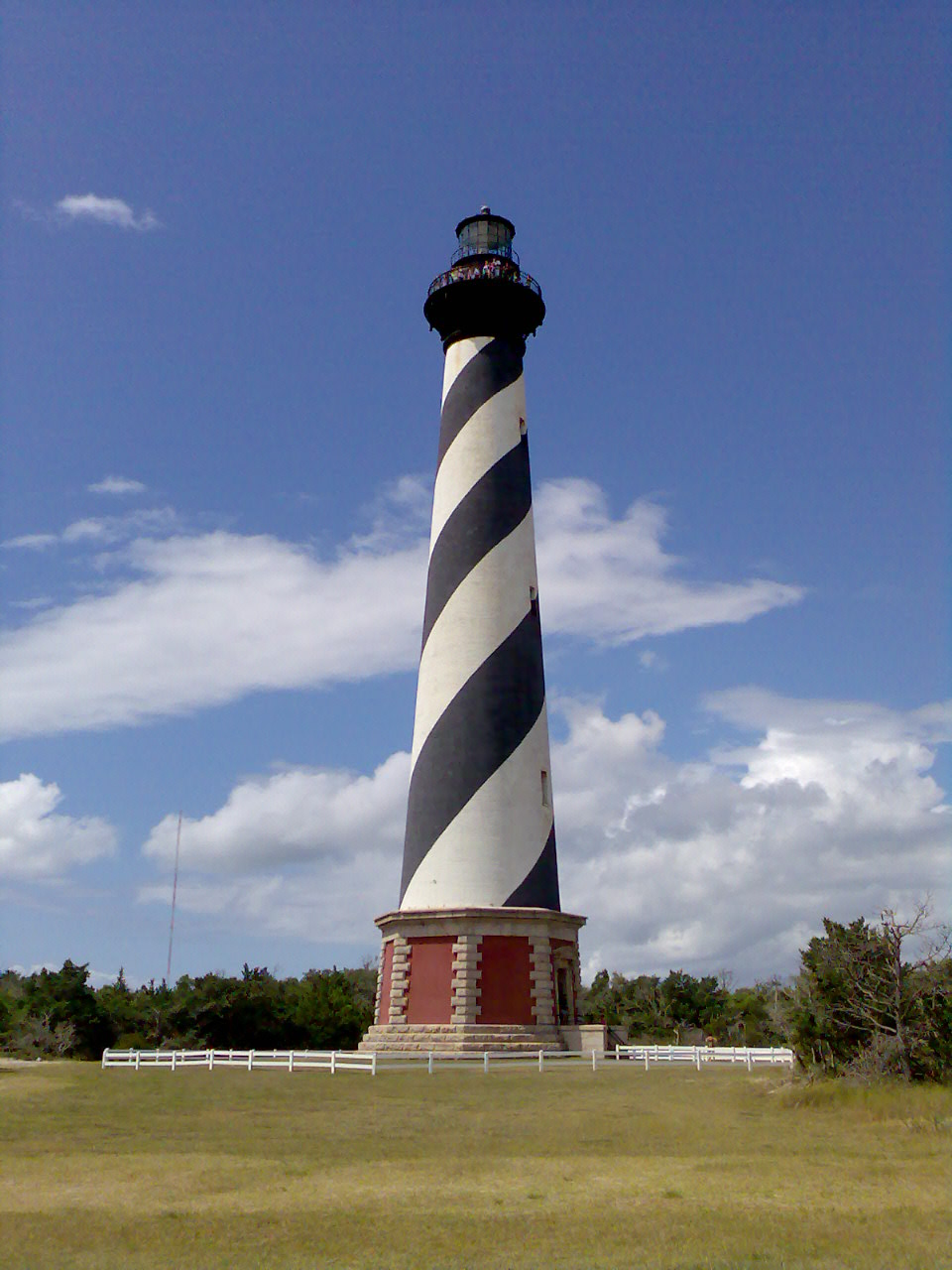
Маяк мыса Хаттерас — самый высокий маяк страны

## Позолоченный век и конец XIX века

### Поздняя викторианская архитектура

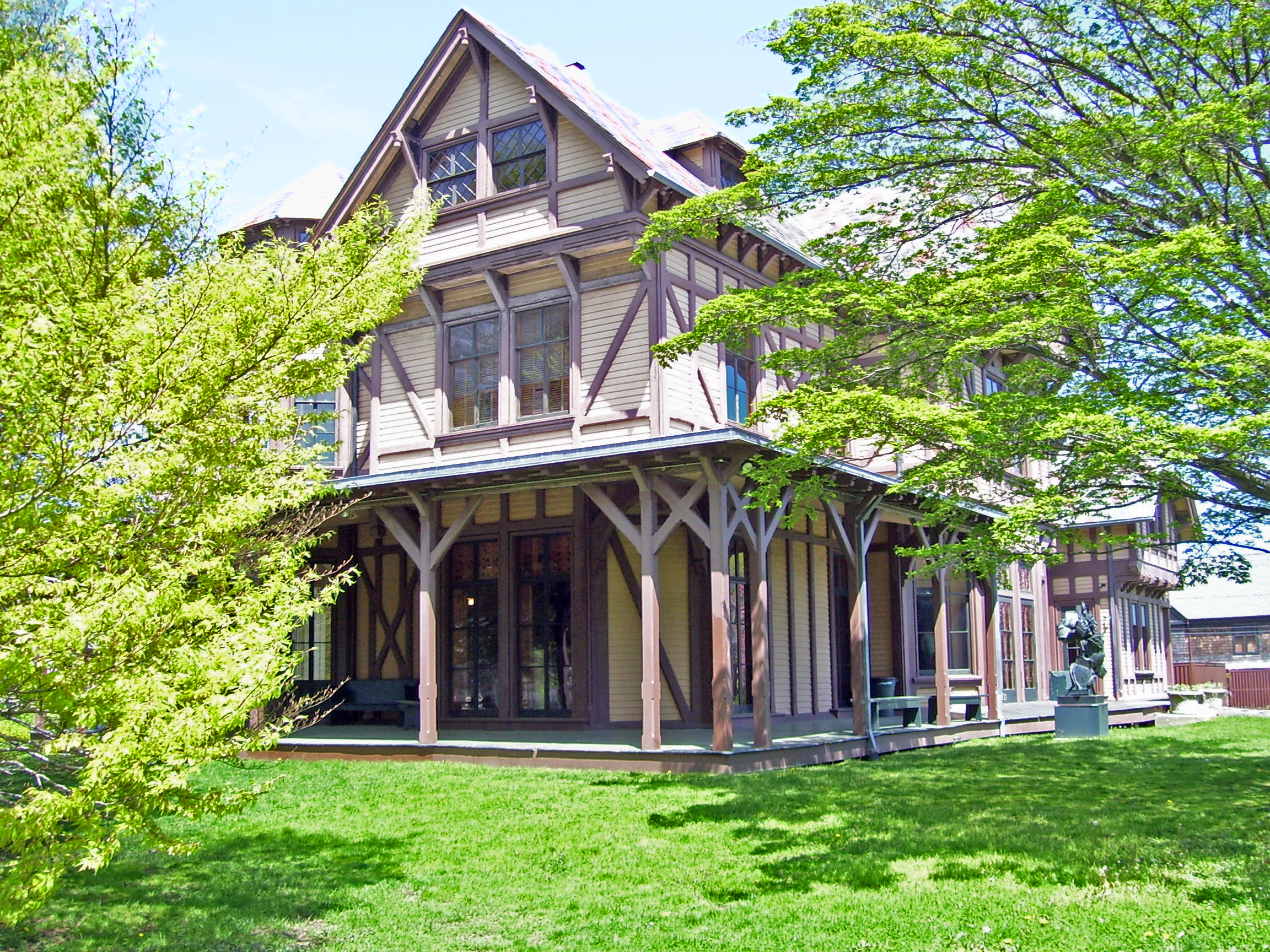
Дом Джона Грисуолда, построенный по проекту Ричарда Морриса Ханта в стиле стик в 1864 году, Ньюпорт (Род-Айленд)

С конца Войны Севера и Юга и до начала XX века многие связанные между собой стили, направления и движения в американской архитектуре рассматривались в контексте викторианских, поскольку перекликались в общих чертах с движениями, характерными для архитектуры Британской империи конца царствования королевы Виктории. Многие архитекторы, работавшие в то время, смешивали различные стили в зависимости от полученных заказов. Среди видных американских архитекторов этого периода можно назвать Ричарда Морриса Ханта, Фрэнка Фернесса и Генри Гобсона Ричардсона.
После войны, в 1860-х годах, стал набирать популярность стиль стик (англ. stick style; буквально «брусочный стиль»), который использовался в основном для строительства жилых домов, отелей и железнодорожных депо. Здания в этом стиле почти полностью возводились из дерева, даже несущая конструкция собиралась из деревянных прутьев, а внешние стены украшались брусьями для имитации фахверка. Здания венчались высокими крышами с крутым уклоном и богато украшенными щипцами. Хотя комфорт ставился в приоритет, недостатка во внешнем убранстве зданий в стиле стик не было. С 1873 года брусочный стиль стал угасать, постепенно перетекая в стиль королевы Анны.